# Segelgrundet
Segelgrundet är ett skär i Åland (Finland). Det ligger i den södra delen av landskapet, 8 km öster om huvudstaden Mariehamn.
Terrängen runt Segelgrundet är platt. Havet är nära Segelgrundet åt nordost. Närmaste större samhälle är Mariehamn, 8,3 km väster om Segelgrundet. 
I omgivningarna runt Segelgrundet växer i huvudsak blandskog. Runt Segelgrundet är det glesbefolkat, med 17 invånare per kvadratkilometer.